# Fanny Loy
Fanny Loy (sinh Anita Fanny Luchi 25 tháng 9 năm 1917 Cañada of Gómez, tỉnh Saint Faith, Argentina; – ?), là một nữ diễn viên người Argentina, vũ công và ca sĩ từ đầu thế kỷ 20.

## Sự nghiệp
Loy bắt đầu như nữ diễn viên và ca sĩ radio sau khi chiến thắng một cuộc thi do tạp chí The Modern Song tổ chức (sau này gọi là Radiolandia).
Cô ra mắt trong một bộ phim có tiêu đề The woman and the jungle từ năm 1941, với những nhân vật của cảnh Argentina như Néstor Deval, Hilda Lámar, Carlos Perelli, Tomás Cabral, José Puricell và José Piumatto.
Cô là bạn của đạo diễn José Agustín Ferreyra, người đã giới thiệu những nhân vật như Lidia Liss và María Turgenova
Trong nhà hát, cô đã làm việc với các diễn viên như Fernando Ochoa, Alicia Vignoli, Olinda Bozán, Pablo Palitos, Alberto Anchart, Juan Bernabé Ferreyra, Chas of Cruz, Oscar Villa, Miguel Caló, Ángel Vargas, Aída Alberti, Floren Delbene, Roberto White, Agustín Irusta và Ignacio Corsini.

### Ca sĩ sân khấu
Cô là một ca sĩ của tango bên cạnh những người khác như Libertad Lamarque, Tita Merello, Mercedes Simone, Gilds Davis, Tania, Sofia Bozán, Nelly Omar, Azucena Maizani, Ada Falcón, và Carmen Duval.
Cô đã làm việc với Anibal Troilo để soạn bộ phim Milonga triste, tạo thành một bộ tứ giọng hát cùng với các chị em Hernández, Carlos Videl và Héctor Vargas, cho ra một bài hát mới cho việc giải thích Pichuco về tác phẩm tuyệt vời của Piana và Manzi.
Cô đứng ra như một ca sĩ cho Radio Belgrano cùng với các ca sĩ khác như Virginia Vera, Betty Caruso và tài trợ Díaz, và các nhạc sĩ như Manuel Sucher và Hernán Oliva. Trong chương trình này ra mắt vào tháng 12 năm 1934, trong một chương trình được tài trợ bởi Productos Griet, một trong những người bạn của cô là ban nhạc. Sau đó, cô đến Radio El Mundo, nơi cô đóng vai chính trong chương trình The Soul That Sings cùng với Francisco Lomuto, Adhelma Falcón bà Mercedes Carné. Tám tháng sau, cô đến Radius Prieto, nơi cô diễn xuất cho đến cuối năm 1937. Trong đài phát thanh Municipal, cô làm việc với những nhân vật như Julia of Alba, Evita Lauri, Osvaldo Moreno, Chola Vétere, Carmen Duval, and the sisters Lidia Desmond và Violeta Desmond.
Năm 1940, cô đi lưu diễn ở các thành phố của Brazil lên đến đỉnh điểm tại Municipal Theatre ở Rio de Janeiro.
Cô ấy đã sáng tác một số tác phẩm như Resignation, Tango humorous, Mañanita of field và Ay nenita kiss me.

### Cuộc sống cá nhân
Loy là vợ của vũ công người Argentina Domingo Gaeta. Gaeta là một giáo viên dạy nhảy.